# 1885 na literatura

## Eventos
- 18 de Fevereiro - Primeira edição de As Aventuras de Huckleberry Finn de Mark Twain.

## Nascimentos
| Data           | Nome                        | Profissão | Nacionalidade  | Observações | Ref |
| -------------- | --------------------------- | --------- | -------------- | ----------- | --- |
| 17 de Abril    | Karen Blixen (Isak Dinesen) | escritora | Dinamarca      | m. 1962     |     |
| 26 de Julho    | André Maurois               | escritor  | França         | m. 1967     |     |
| 20 de Agosto   | Matias de Lima              | poeta     | Portugal       | m. 1970     |     |
| 11 de Setembro | D.H. Lawrence               | escritor  | Inglaterra     | m. 1930     |     |
| 11 de Outubro  | François Mauriac            | escritor  | França         | m. 1970     |     |
| 30 de Outubro  | Ezra Pound                  | poeta     | Estados Unidos | m. 1972     |     |

## Mortes
| Data       | Nome        | Profissão | Nacionalidade | Observações | Ref |
| ---------- | ----------- | --------- | ------------- | ----------- | --- |
| 22 de Maio | Victor Hugo | escritor  | França        | n. 1802     |     |